# Wall of Arms
Wall of Arms — второй студийный альбом британской инди-рок группы The Maccabees, выпущенный 4 мая 2009 года. Альбому предшествовал сингл «Love You Better», выпущенный 27 апреля. Продюсером пластинки выступил Маркус Дравс, который в прошлом сотрудничал с Бьорк, Arcade Fire и Coldplay.
Работа над Wall of Arms проходила в разных городах, включая Ливерпуль и Париж, в отличие от их первого лонгплея, который, по словам фронтмена Орландо Уикса, записывался «по крупицам». Видео на первый официальный сингл альбома, «Love You Better», было эксклюзивно выложено на ClashMusic.com 27 марта перед релизом 27 апреля. Рецензия на том же сайте гласила: «The Maccabees позаботились о том, чтобы ни один слушатель не ушел, не почувствовав себя тронутым каким-то образом — тональной ловкостью, лирической открытостью или чем-то, что не так очевидно до третьего или четвертого прослушивания». Утечка альбома произошла 26 апреля 2009 года.
Обложку альбома создала британская художница Бу Ритсон, используя свою технику покрытия предметов глянцевой эмульсией и фотографируя результат.

## История
Альбом спродюсировал сотрудник Arcade Fire Маркус Дравс. В песне «Can You Give It» вокал Орландо Уикса, который ранее был мраморным, превратился в нечто, очень напоминающее трепетный кин Уина Батлера, а остальная часть песни следует этому примеру, с галопирующими ударными и хэндклапами, которые ведут путь к массивным припевам с драматическим приливом и отливом. Несмотря на то, что группа демонстрирует свои влияния так же открыто, как и на дебютнике Colour It In, они звучат гораздо увереннее и комфортнее — более того, кажется, что им не терпится продемонстрировать свои вновь обретённые навыки и лоск: духовые на «Young Lions» и на всем альбоме подчёркивают величественный уровень, которого пытаются достичь Maccabees. Wall of Arms дополняют «Love You Better» и «Bag of Bones», обе из которых гораздо медленнее и терпеливее демонстрируют свои возможности, чем предыдущие работы Maccabees; точно так же группа была бы слишком гиперактивна, чтобы пытаться воплотить на Colour It In задумчивые и в то же время ликующие размышления о любви и браке в «Seventeen Hands». Тем не менее, они не полностью отказались от своих поп-инстинктов. Песни «One Hand Holding» и «Dinosaurs» могут похвастаться припевами, которые поют и кричат, а «Kiss and Resolve» — это более взрослая версия их задорной настойчивости. Но, несмотря на более спокойный темп и мировоззрение, в этих песнях чувствуется настоящая целеустремлённость.

## Отзывы
| Совокупная оценка | Совокупная оценка |
| Источник          | Оценка            |
| ----------------- | ----------------- |
| Metacritic        | 75/100            |
| Оценки критиков   |                   |
| Источник          | Оценка            |
| AllMusic          | [ 1 ]             |
| Clash             | (very positive)   |
| Drowned in Sound  | (7/10)            |
| The Fly           | [ 7 ]             |
| Gigwise           | [ 8 ]             |
| God is in the TV  | [ 9 ]             |
| The Guardian      | .                 |
| The London Paper  | [ 11 ]            |
| NME               | (8/10)            |
| The Observer      | [ 10 ]            |
| Planet Sound      | (8/10)            |
| The Times         | [ 14 ]            |

Альбом получил положительные отзывы музыкальных критиков и интернет-изданий.
Хизер Фарес из AllMusic отметил, что «на Wall of Arms группа радикально обновила своё звучание. Они поменяли свой прежний задиристый подход на стиль, который заимствует гимническую размашистость Arcade Fire. И даже если Maccabees все ещё не отличаются потрясающей оригинальностью, с альбомом Wall of Arms они сделали значительный шаг вперёд».
Многие профессиональные критики отметили, что этот альбом, особенно трек «No Kind Words», демонстрирует гораздо более мрачное и развитое звучание, чем предыдущий альбом Colour It In:
- «Группа пошла по пути, противоположному признанию, представив явно более мрачный второй лонгплей. Этот сдвиг в тональности был продемонстрирован в самом начале синглом для бесплатного скачивания „No Kind Words“; эта песня сидит в середине сборника, как зуд, который вы просто не можете почесать, странно приятный при всем его раздражении»[4]. — Clash
- «Некоторым группа показалась легковесной, но дебютник послужил платформой для Wall of Arms, гораздо более совершенного альбома, в котором присутствует страшное слово „м“: зрелость. Ушли в прошлое игривые, юношеские тексты о поцелуях с зубной пастой и безобидных мимолетных моментах общения с противоположным полом»[15] — musicOMH

Неизбежно возникли сравнения с альбомом Neon Bible группы Arcade Fire, поскольку Маркус Дравс продюсировал и использовал схожие приемы на обеих пластинках:
- «Если все это звучит немного в духе Arcade Fire, обратите внимание, что продюсерские кредиты принадлежат Маркусу Дравсу, который работал над Neon Bible. Однако, к счастью, звук циничного прыгания по бандеролям был удален из микса. На его месте — коллекция атмосферных, проникновенных поп-песен, которые часто разлетаются под неожиданными углами»[16] — The Guardian

## Список композиций
Все треки написаны The Maccabees
1. «Love You Better» — 3:20
2. «One Hand Holding» — 3:01
3. «Can You Give It?» — 2:54
4. «Young Lions» — 3:00
5. «Wall of Arms» — 3:04
6. «No Kind Words/Bag of Bones Part A» — 3:39
7. «Dinosaurs» — 3:15
8. «Kiss and Resolve» — 3:07
9. «William Powers» — 3:30
10. «Seventeen Hands» — 3:49
11. «Bag of Bones Part B» — 4.41